# 柏崎中央病院
医療法人(財団)公仁会 柏崎中央病院(いりょうほうじん(ざいだん)こうにんかい かしわざきちゅうおうびょういん)は、新潟県柏崎市にある医療機関。医療法人(財団)公仁会が運営している。

## 要項
- 1959年（昭和34年）4月 柏崎市西本町に「金沢外科医院」として開院。
- 1966年（昭和41年）3月 金沢病院に改称。
- 1972年（昭和47年）6月 柏崎市駅前2丁目に移転。一般病床36床。
- 1980年（昭和55年）4月 新築
  - 星山圭鉱・星山真理両医師を招聘し、内科・胃腸科・外科・脳神経外科・泌尿器科・肛門科の6診療科で診療。一般57床。
- 1983年（昭和58年）4月1日 法人組織替
  - 医療法人(財団)公仁会　金沢病院を設立、理事長に金沢光男、常務理事兼病院長に星山圭鉱、副院長星山真理。
  - 診療科目を内科・胃腸科・外科・整形外科・脳神経外科・泌尿器科・肛門科の7診療科一般病床60床。
- 1985年（昭和60年）2月 整備拡張隣地668.56平方mを買収。
- 1987年（昭和62年）3月17日 病院の増改築。病床数一般100床。神経内科・理学療法科を加え10科を標榜、基準看護、給食、寝具三基準を実施。
- 1987年（昭和62年） 医療法人(財団)公仁会柏崎中央病院とする。
- 1990年（平成2年）4月 柏崎市大字軽井川地内に老人保健施設さつき荘96床(独立型)を開設。
- 1994年（平成6年）8月 眼科診療棟383.18平方mを増築、眼科診療を開始。
- 1996年（平成8年）4月 柏崎市大字宮之窪地内に宮之窪診療所を開設。
- 1997年（平成9年）7月 老人保健施設さつき荘に痴呆棟44床増床。
- 1999年（平成11年）10月29日 柏崎市西本町1丁目9番21号に柏崎中央居宅介護支援センターを開設。
- 2000年（平成12年）4月10日 療養型病床群（転換型）22床、一般病棟78床
- 2002年（平成14年）6月 訪問介護支援センター開設
- 2003年（平成15年）1月 日本外科学会　修練認定施設
- 2003年（平成15年）3月 理事長 兼 病院長に星山圭鉱が就任
- 2005年（平成17年）4月 院内療養環境の改善。一般病棟72床、療養病床22床
- 2005年（平成17年）9月 一般病棟48床、療養病床35床
- 2011年（平成23年）5月 救急検査センター新棟完成。一般病棟48床、療養病棟33床
- 2016年（平成28年）9月 一般病棟54床

## 診療科
- 内科
- 循環器内科
- 糖尿病・内分泌内科
- 消化器内科
- 外科（消化器・肛門・乳腺）
- 整形外科
- 泌尿器科
- 脳神経内科
- リハビリテーション科

## 交通アクセス
- JR柏崎駅から徒歩7分